# Popis talijanskih umjetnica
Ovo je popis umjetnica rođenih u Italiji ili čija su umjetnička djela usko povezana s tom zemljom.

## A
- Sofonisba Anguissola (oko 1532. – 1625.), slikarica

## B
- Jolanda Ballarin (1908. – 1977.), slikarica

## C
- Rosalba Carriera (1673. – 1757.), slikarica

## F
- Eva Fischer (1920. – 2015.), slikarica
- Lavinia Fontana (1552. – 1614.), slikarica

## G
- Artemisia Gentileschi (1593. – oko 1652.), slikarica